# Hotel Adlon

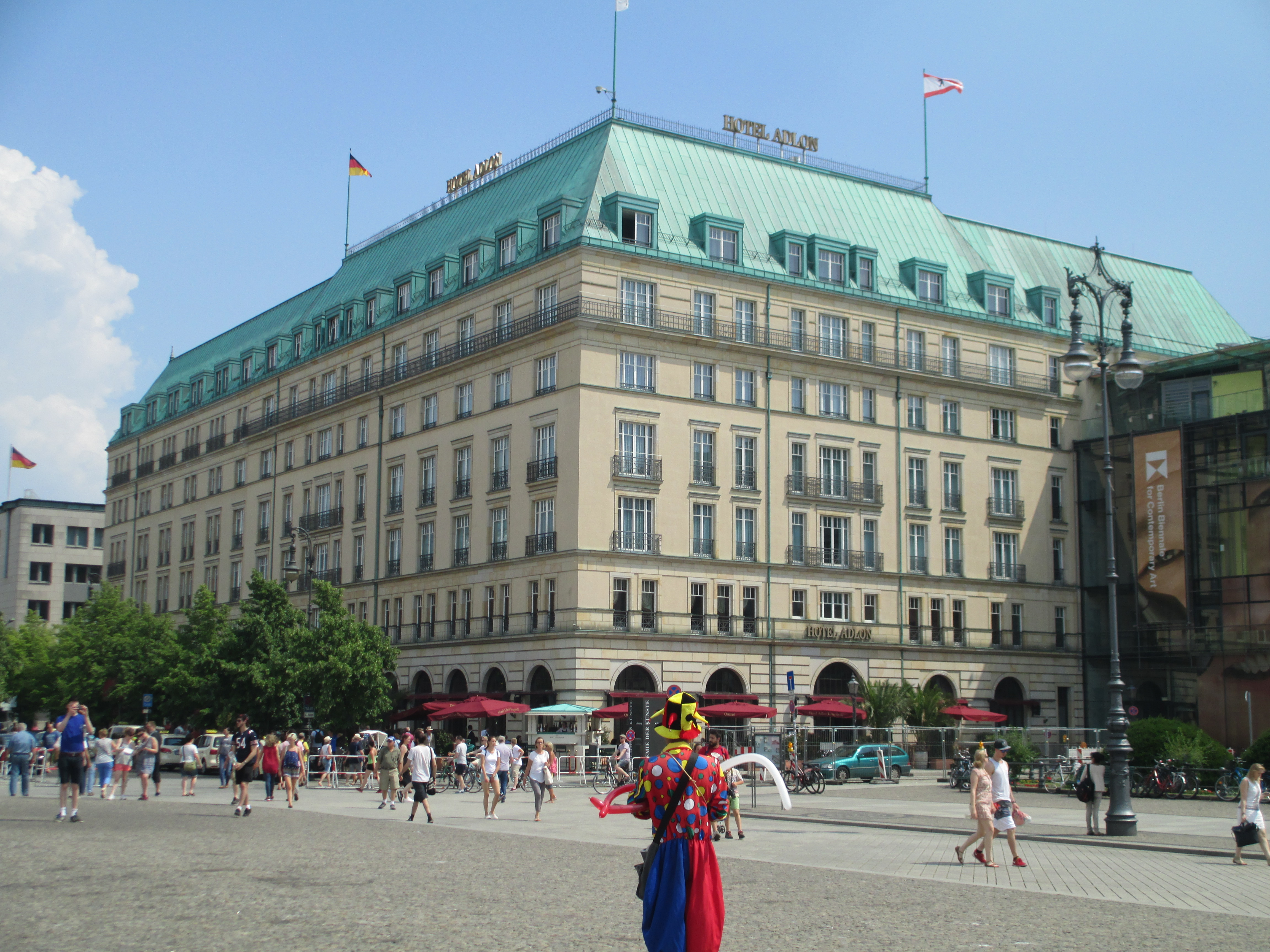
Neubau des Hotel Adlon

Das Hotel Adlon Kempinski ist eines der luxuriösesten und bekanntesten Hotels in Deutschland. Es liegt in der Dorotheenstadt im Berliner Ortsteil Mitte am Boulevard Unter den Linden 77, unweit des Brandenburger Tors am Pariser Platz. Es wurde 1997 eröffnet und folgt der Tradition des 1907 eröffneten ursprünglichen Hotels Adlon, das 1945 ausbrannte und bis auf einen Seitenflügel abgerissen wurde, der bis 1984 stand.
Das Hotel Adlon war 2018 mit einem Umsatz von 58 Millionen Euro das viert-umsatzstärkste Hotel in Deutschland. Es gehört zum Hotelverbund The Leading Hotels of the World. 

## Altes Hotel Adlon

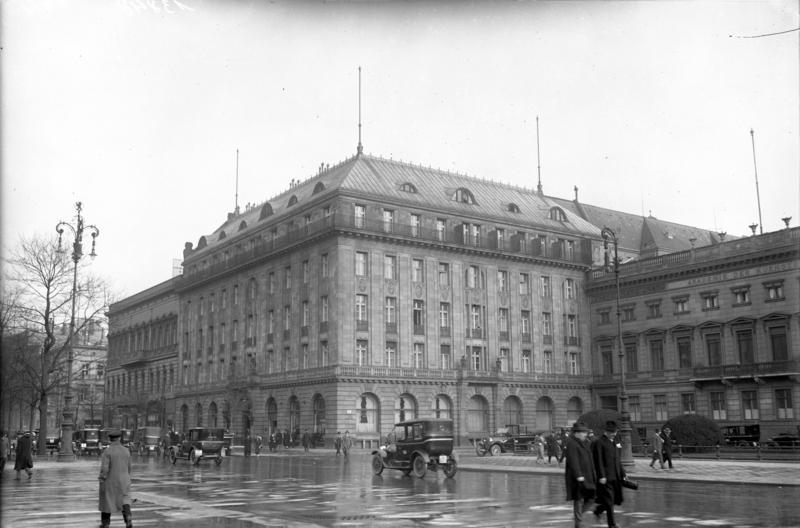
Erstes Hotel Adlon in der Zeit der Weimarer Republik, 1926

### Vorgeschichte
Um 1900 wurde es bei der europäischen Oberschicht modern, Bälle, Diners und andere Festlichkeiten auf großen öffentlichen Bühnen zu zelebrieren. Diese Bühnen der Gesellschaft waren Hotels, die – nach US-amerikanischem Vorbild – allen Luxus erfüllten, den die damalige Welt zu bieten hatte. Hotels, und da war Deutschland keine Ausnahme, waren in früheren Jahrhunderten nur als reine Übernachtungsmöglichkeit angesehen worden. Ein Fest oder gar einen großen Empfang in solch einem Rahmen auszurichten, war zunächst unvorstellbar, da sowohl der Adel als auch das reiche Großbürgertum daran gewöhnt waren, zu Hause oder auf einem Landsitz zu feiern.
In den Vereinigten Staaten gab es solch eine Entwicklung nicht. Früh eröffneten in den großen Zentren, wie New York oder Boston, Luxushotels, die sich nicht nur auf Schlafmöglichkeiten reduzierten, sondern ebenso Raum für private Vergnügungen boten, wie Spielezimmer, Rauchersalons, Bibliotheken und Cafés. Diese neue Art des Hotellebens drang nach Europa und zeigte bald erste Wirkungen in den Großstädten. In Paris und bald darauf in London eröffnete das feine Ritz, in Sankt Petersburg das Hotel Astoria, in Wien das feudale Hotel Imperial. Auch in Deutschland gab es elegante Hotels, wie das Bristol oder das Grand Hotel de Rome, doch waren diese im Vergleich zur neuen Spitzenklasse altmodisch und antiquiert. So brannte das Berlin der Kaiserzeit darauf, endlich auch eine dieser großen Adressen zu besitzen, um so mit den anderen Metropolen gleichzuziehen. Kaiser Wilhelm II. unterstützte das Projekt und half bei der Baugrundbeschaffung. 1905 kaufte der Hotelier Lorenz Adlon zwei Grundstücke am Boulevard Unter den Linden.
Am 24. Oktober 1907 berichtete die Vossische Zeitung in Berlin:

„Während des gestrigen Tages hatten Kaiser, Kaiserin, Prinzessinnen und Prinzen den prächtigen Hotelbau besichtigt und Herrn Adlon ihre Anerkennung des hier Geschaffenen in ehrendster Weise ausgesprochen.“

### Baugeschichte
Lorenz Adlon war ein ehrgeiziger Geschäftsmann, der – klein angefangen – mehrere Lokalitäten und Kaffeehäuser besaß (unter anderem im Zoologischen Garten) und aus dem so entstandenen Vermögen den Bau finanzierte. Mit den Genehmigungen hatte er keine Probleme, da der deutsche Kaiser schon bald auf das Projekt aufmerksam wurde und alles in seiner Macht stehende tat, um Adlon zu unterstützen. Für knapp zwei Jahre wurde die Adresse Unter den Linden, an der zuvor das von Karl Friedrich Schinkel erbaute Palais Redern stand, zur Baustelle. Dieser Bau im italienischen Renaissancestil, zu dem ein von Landschaftsarchitekt Peter Joseph Lenné gestalteter Garten gehörte, stand unter Denkmalschutz; sein vom Monarchen persönlich genehmigter Abriss 1906 löste erhebliche öffentliche Proteste in Bürgerschaft und Presse aus.
Führende Architekten wie Carl Gause oder Robert Leibnitz begleiteten die Arbeiten. Als dann die Außenfassade sichtbar wurde, waren einige Berliner zuerst verwundert. Sie hatten einen repräsentativen Bau der Feudalarchitektur erwartet, ein Pendant zum Berliner Stadtschloss. Stattdessen zeigte das Gebäude klare, klassizistische Linien, mit vereinzelten Jugendstilzierraten. Hier wurde zum ersten Mal deutlich, dass Lorenz Adlon sich als Ästhet verstand. Weder war es seine Absicht gewesen, dem kaiserlichen Hof Konkurrenz zu machen, noch sollte das Hotel den Pariser Platz dominieren. Die Gesamtansicht wirkte abgestimmt, das Hotel nahm die klaren Linien des Brandenburger Tores auf und harmonierte so mit seiner Umgebung. Mit dem Palais Arnim bildete es die Südostecke des Pariser Platzes.
Hinter klassisch-konservativen Mauern verbarg sich eine einzigartige technische Ausstattung. Elektrizität und fließend warmes Wasser gehörten zum Standard der Gästezimmer. In den unteren Etagen konnten ein Café, ein Restaurant, eine Lounge, eine weitläufige Lobby, ein Rauchsalon, eine Bibliothek, ein Damenzimmer, ein Musiksalon sowie ein Wintergarten, in dem die Gäste ihren Tee zu sich nahmen, rund um die Uhr genutzt werden. Hinzu kamen große Konferenzräume und ein Ballsaal. Die Raumausstattung fast aller Bereiche war in Neobarock oder im Louis-seize-Stil gehalten, dazu gab es meist Inneneinrichtungsstücke der Mainzer Möbelfirma Bembé, bei der Lorenz Adlon einst eine Lehre als Tischler angefangen hatte. Die Ausstattung der Speisesäle, des Festsaals, des Wintergartens und der Bar im Adam-Style übernahm die Berliner Kunsttischlerei Kimbel & Friederichsen.
Die Vossische Zeitung schrieb anlässlich der Eröffnung:

„Daß das neue Hotel eine außerordentliche und großartige Leistung im Hotelneubau und in der Hoteleinrichtung für eine moderne Großstadt ist, will kein Unbefugter bestreiten. Um eine solche Schöpfung zu ermöglichen, bedurfte es freilich eines solchen Bauherren, seines Zusammenwirkens mit solchen Architekten, Künstlern, Kunsthandwerkern und Technikern, wie die hier tätig gewesenen und – eines Kapitals von 15 Mill.“

Die offizielle Einweihung nahm Kaiser Wilhelm II. am 27. Oktober 1907 vor.

### Mythos Adlon
Die Eröffnung war ein voller Erfolg, und schon in den ersten Jahren begann das Hotel Adlon, wie es jetzt offiziell hieß, eine Institution zu werden. Familien des Hochadels verkauften ihre Winterpalais’ in Berlin, um in den Suiten des Hotels zu residieren. Selbst Wilhelm II. floh vor den zugigen Räumen seines Schlosses in die luxuriösen und gut beheizten Zimmer des Adlon. Auch das Auswärtige Amt nutzte das Hotel gern als inoffizielles Gästehaus, da es noch keine geeigneten Unterbringungen für hohe Besucher aus dem Ausland gab. Unter der Führung seines Gründers entwickelte sich das Adlon zu einem Haus des Sehens und Gesehen-Werdens. Europas Könige und Kaiser, der Zar von Russland, der Maharadscha von Patiala, aber auch Industrielle und Politiker wie Thomas Alva Edison, Henry Ford, John D. Rockefeller, Walther Rathenau, Gustav Stresemann und Aristide Briand waren berühmte Gäste der frühen Jahre.

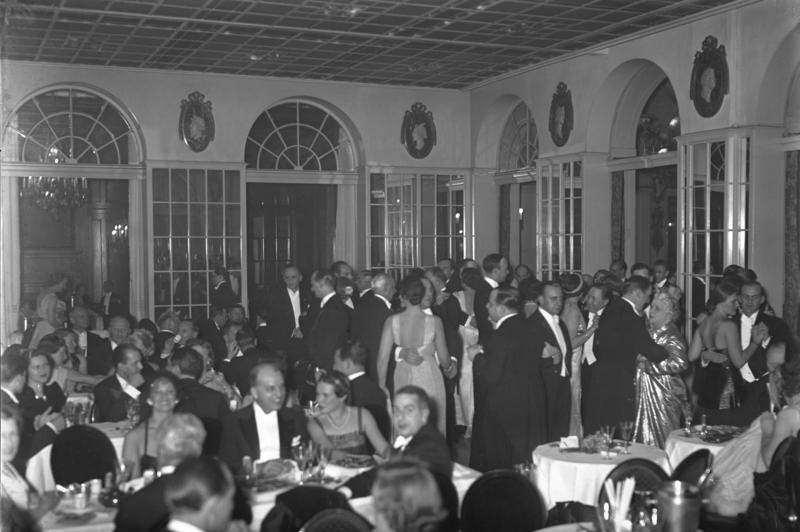
Ball der Auslandspresse im Hotel Adlon, 1930er Jahre

Nach dem Ende des Ersten Weltkriegs änderte sich vorerst nur die Gästeliste. Hofgesellschaft und Großbürgertum waren mit der alten Welt untergegangen. Wo früher der Kaiser nächtigte, fanden sich nun reiche US-Amerikaner ein, die auf Urlaubsreise in Europa waren und die bald den Namen des Hotels über den Atlantik brachten. 1919 hatten die US-amerikanischen Besatzer ihr Hauptquartier im Adlon. Über dem Hotel wehte jedoch nicht die US-Flagge, sondern die des Roten Kreuzes. Die Goldenen Zwanziger brachten auch goldene Zeiten für das Adlon. Charlie Chaplin verlor auf dem Weg in das Hotel seine Hosenknöpfe an die Berliner, Marlene Dietrich wurde hier entdeckt. Die Berliner Morgenpost schrieb 1929: „In der großen Halle des Hotels hörte man die Sprachen aller Kulturnationen durcheinander schwirren“. Zwischen 1925 und 1930 hatte das Hotel fast zwei Millionen Besucher, es galt inzwischen als feste Einrichtung in Berlin, ja als Sehenswürdigkeit. Der Grieben-Reiseführer von 1928 nannte das Adlon ein „Hotel allerersten Ranges, mit 450 Hotelbetten“, der Baedeker lobte das Weinrestaurant im Adlon als „besonders vornehm“.

### Letzte Jahre des alten Adlon
Mittelbar nach der am 30. Januar 1933 durch die Ernennung Adolf Hitlers zum Reichskanzler erfolgten Machtergreifung der Nationalsozialisten wurde im April 1933 kurzzeitig das Außenpolitische Amt der NSDAP (APA) von Alfred Rosenberg in einem Seitenflügel des Gebäudes eingerichtet. Der stetige Aufschwung des Hotels nahm mit dem Beginn des NS-Regimes im Deutschen Reich allmählich ein Ende. Dies lag vor allem an der abnehmenden Zahl US-amerikanischer Touristen. Allerdings gab es Höhepunkte, wie die Olympischen Spiele 1936. Louis Adlon hatte inzwischen die Hotelführung mit seiner Frau Hedda übernommen. Die nationalsozialistische Prominenz wählte das Kaiserhof in der Wilhelmstraße und nicht das Adlon als neuen Treffpunkt der SS-Generäle und als Hauptausrichtungsort für Festlichkeiten; Historiker gehen davon aus, dass die Atmosphäre des Hauses zu weltoffen und zu international war und so nicht zu dem „Deutschtum-Fanatismus“ passte.
Im Zweiten Weltkrieg wurde unter dem Pariser Platz der Adlon-Bunker gebaut. Er bot den Gästen den Luxus des Hotels und diente ihnen und dem Personal der benachbarten Behörden wie dem Generalbauinspektor für die Reichshauptstadt zum Schutz. 1943 nahm die Zahl der Gäste wieder zu, da der Kaiserhof am nahe gelegenen Wilhelmplatz bei einem Bombenangriff vollständig zerstört worden war.

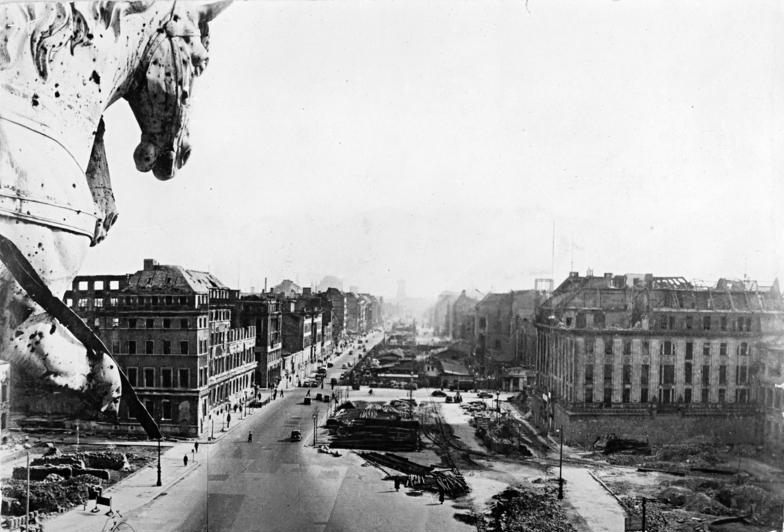
Blick vom Brandenburger Tor auf die Straße Unter den Linden, rechts die Ruine des Adlon mit der massiven Luftschutzmauer um das Erdgeschoss aus der Kriegszeit, März 1950

Das Adlon stand, zuletzt auch als Lazarett genutzt, bis zur Kapitulation Berlins am 2. Mai 1945 unbeschädigt am sonst zerstörten Pariser Platz. In den ersten Tagen danach brannte das Gebäude, besetzt von feiernden und plündernden Rotarmisten, aus ungeklärter Ursache aus – bis auf einen Seitenflügel. Die Mauern blieben vorerst stehen und wurden erst 1952 beseitigt. Der verbliebene Seitenflügel diente bis Anfang der 1980er Jahre – mit seit dem Mauerbau 1961 zugemauerten Westfenstern – als Hotel und Restaurant der Handelsorganisation HO und zuletzt bis zur Sprengung 1984 als Internat für Berufsschüler.
Der Besitzer des Hotels, Louis Adlon, wurde am 25. April 1945 von Angehörigen der Roten Armee in seinem Wohnhaus in Neu Fahrland festgenommen und verstarb „nach einer Odyssee“ am 7. Mai 1945 „an Herzschwäche“ auf einer Straße in Falkensee. Seine Frau Hedda überlebte das Kriegsende und verstarb 1967.

### Küche
Im historischen Adlon wurde eine Vielzahl von Gerichten neu geschaffen. Zu diesen zählen beispielsweise:
- Seezungenfilet Adlon
- Kalbssteak Adlon

## Neues Hotel Adlon Kempinski

### Hotelhauptgebäude

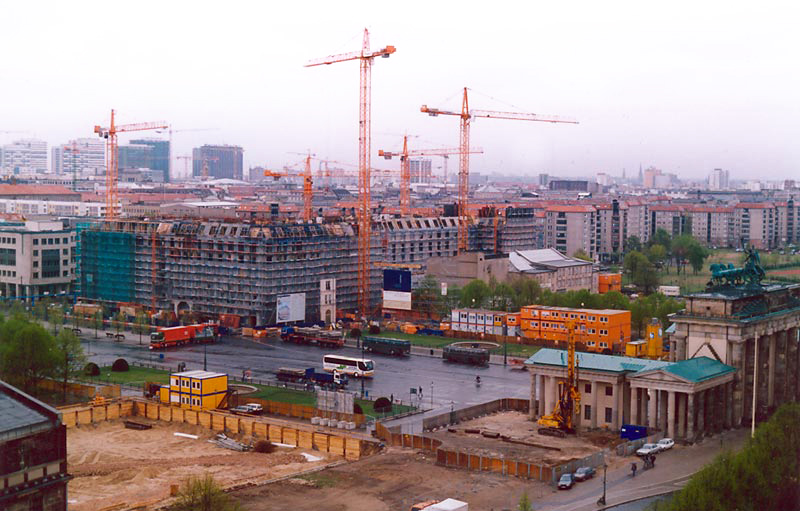
Neubau, um 1996

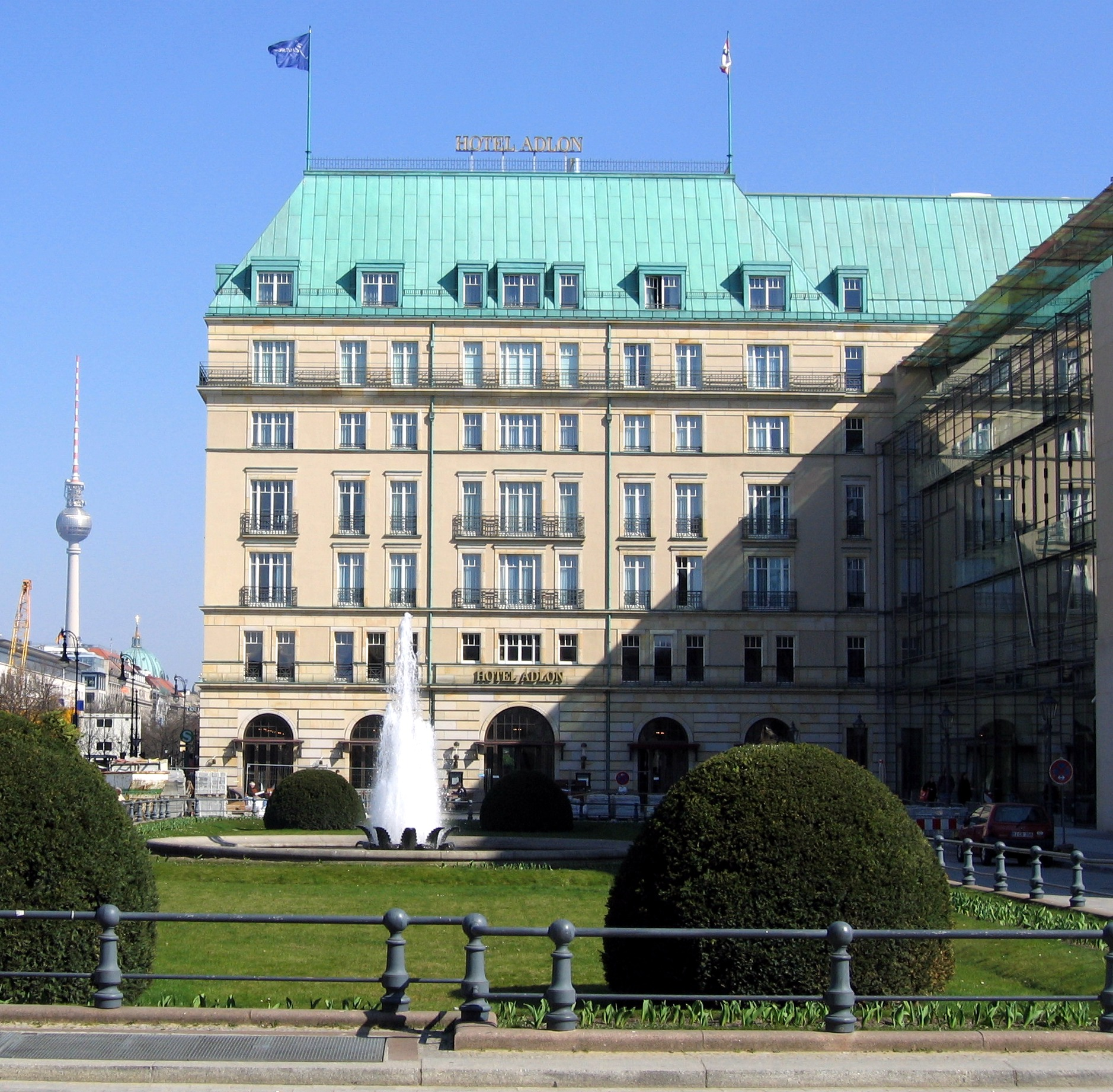
Hotel Adlon und Brunnen am Pariser Platz

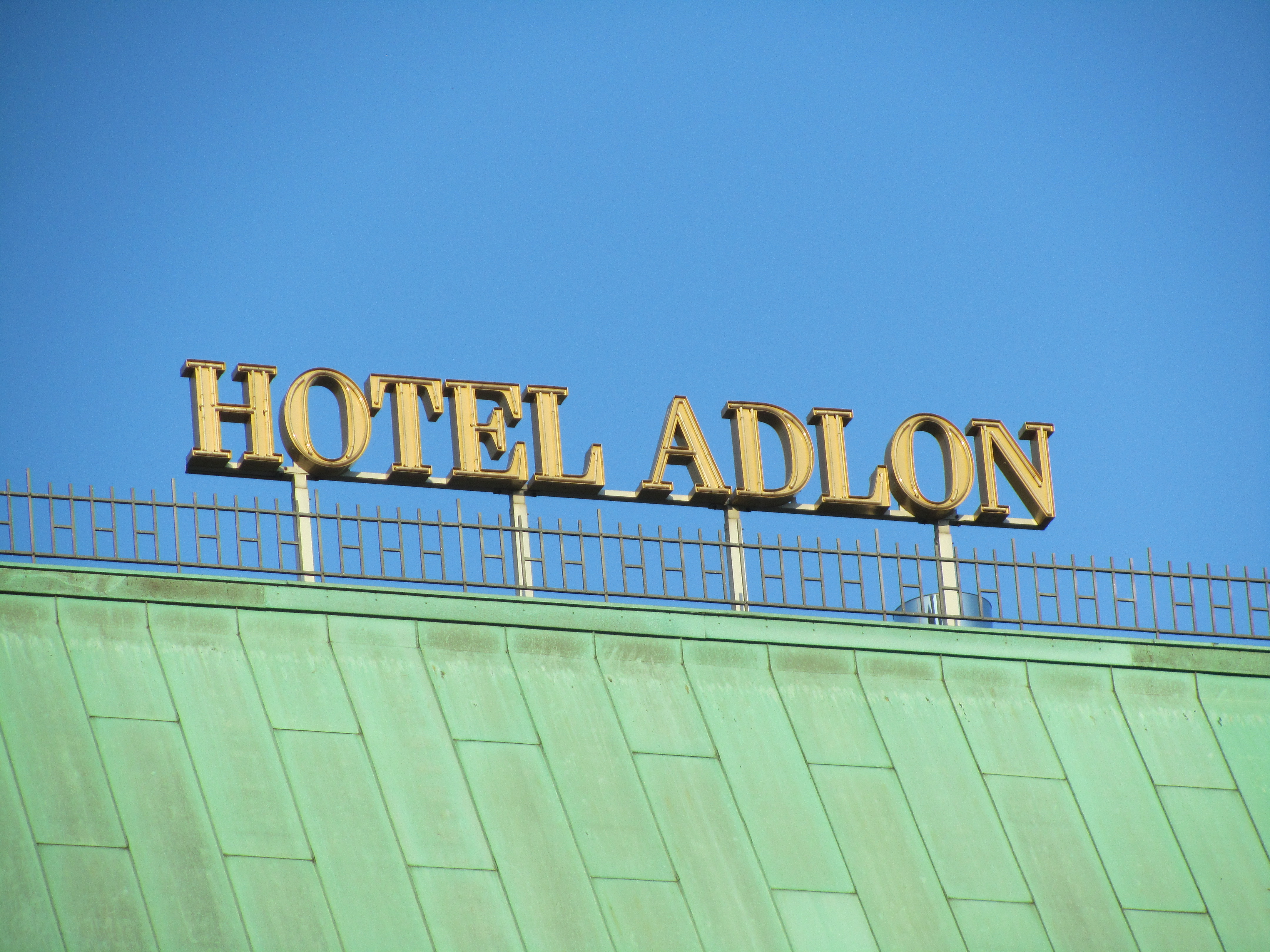
Schriftzug auf dem Dach des Hotels

Nach dem Mauerfall entstand von 1995 bis 1997 ein Neubau an der Stelle des früheren Hotelkomplexes. Entworfen wurde er in traditioneller Architektursprache von Rainer Michael Klotz im Architekturbüro Patzschke, Klotz & Partner und AIC-Consulting. Der Neubau ist keine Rekonstruktion des alten Hotelgebäudes, sondern ein historisierender Neuentwurf in Anlehnung an den Vorgängerbau, wobei auch das damalige Kempinski-Grundstück Unter den Linden/Wilhelmstraße einbezogen wurde. Dafür wurde ein Teil des Grundstücks an die Britische Botschaft abgegeben. So hat das heutige Adlon bei annähernd gleicher Bauhöhe eine Etage mehr als das alte (das Dachgeschoss, das im Vorgängerbau nur Nebenräume beherbergte, wird auch als Zimmergeschoss genutzt). Ziel des Marketings ist es, die Geschichte des alten Hotels auf das neue zu übertragen. Am 23. August 1997 eröffnete Bundespräsident Roman Herzog das (neue) Hotel Adlon Kempinski. 1998 folgte das Gourmet-Restaurant Lorenz Adlon.

### Erweiterungen

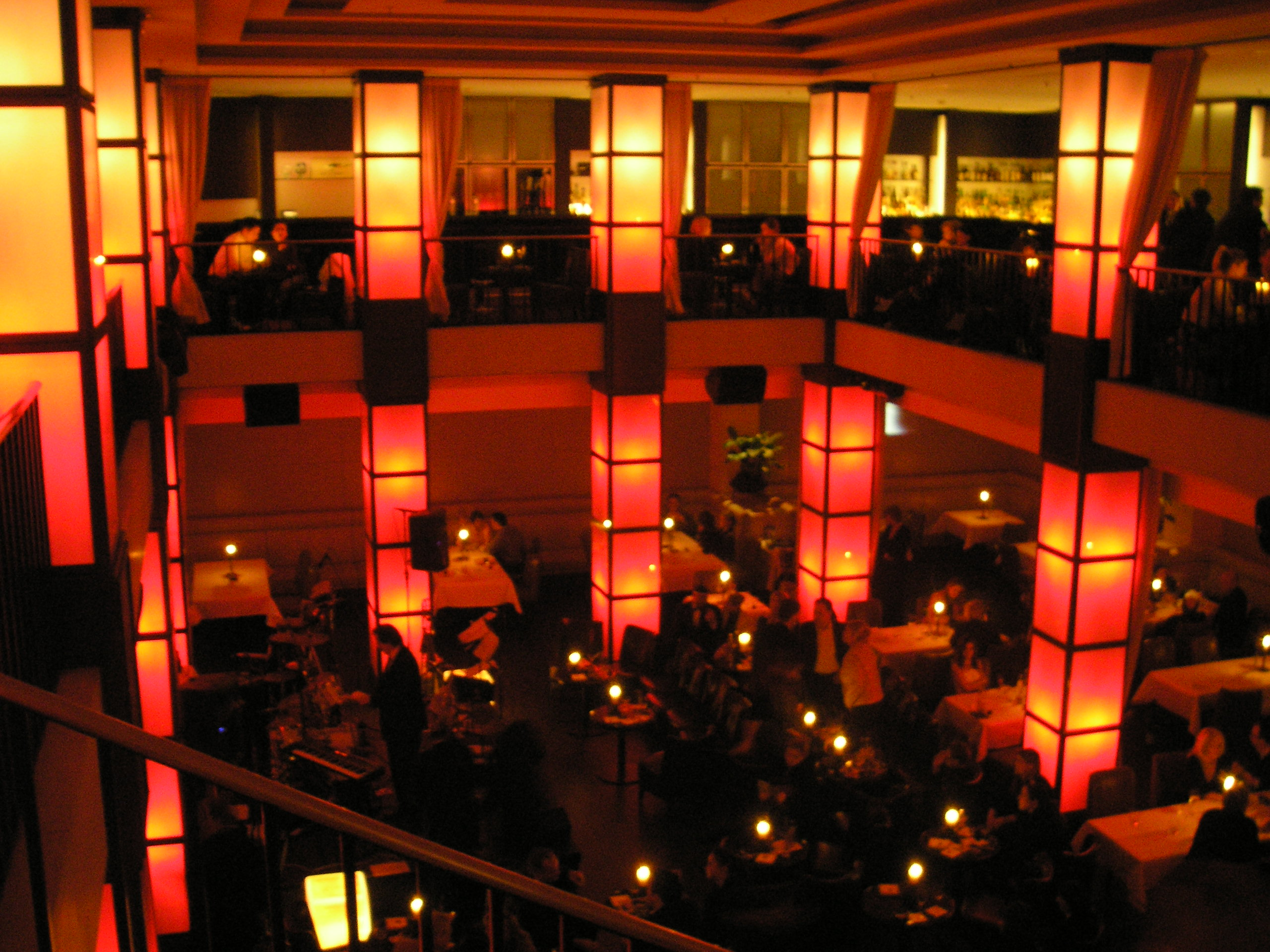
Felix ClubRestaurant

Im Jahr 2003 wurde der Baukörper um das rückwärtig an der Behrenstraße gelegene Adlon-Palais erweitert, das entsprechende Grundstück war zuvor in Landeseigentum und der benachbarten Akademie der Künste zugeordnet. Im neuen Gebäudetrakt wurden keine Gästezimmer eingerichtet, sondern auf insgesamt elf Geschossebenen Restaurant-, Club- und Konferenzräume sowie ein zweiter Ballsaal. Im Adlon-Palais befinden sich in der Behrenstraße der Adlon Spa by Resense, die Lorenz Adlon Weinhandlung, die Restaurants Sra Bua und India Club sowie die Sra Bua Bar. Inhaber dieser Betriebe ist die der Jagdfeld-Gruppe gehörende Adlon Holding.
Eine zweite Erweiterung, nun um 69 Zimmer und Suiten (Adlon-Residenz), folgte 2004 auf dem Eckgrundstück Wilhelm-/Behrenstraße. Hier hatte der Architekt Gustav Peichl für eine Eigentümergemeinschaft bereits einen Rohbau errichtet, der ursprünglich als Seniorenresidenz Wilhelmseck geplant war. Noch vor der Fertigstellung übernahm der Adlon-Eigentümer die Immobilie für die Hotelnutzung. Zusammen mit der Adlon-Residenz umschließt das Adlon die an der Wilhelmstraße gelegene Britische Botschaft an drei Seiten. Nach den Um- und Erweiterungsbauten verfügte das Hotel über eine Grundstücksfläche von rund 8.000 Quadratmetern und eine Bruttogebäudefläche von 58.700 Quadratmetern. Das Hotel Adlon hat heute 307 Zimmer, 78 Suiten, zwei Bars, drei Restaurants, einen Adlon To Go Coffee Shop sowie einen Spa- und Wellnessbereich mit Sauna, Pool und Fitnessraum. Rund 500 Mitarbeiter sorgen im Hotelbetrieb für das Wohl der Gäste.

### Hotelgeschichte
2018 wurde der 500 Quadratmeter große Ballsaal des Adlon für 2,5 Millionen Euro renoviert. Die Kronleuchter aus Murano-Glas und Spiegel aus Églomisé sind von historischen Ballsälen inspiriert. Der Teppichboden, dessen Muster dem Parkett von Schloss Versailles nachempfunden ist, wurde in Hongkong exklusiv für das Adlon gewebt.
Das Hotel Adlon veröffentlichte 2023 eine App, mit der das Hotel virtuell erlebbar ist.

### Hotelbetreiber und Direktoren
Pächter des Hotels ist seit September 1997 die Hotel Adlon GmbH, eine mittelbar hundertprozentige Tochtergesellschaft der Kempinski AG. Der Pachtvertrag hatte ursprünglich eine zehnjährige Laufzeit und wurde 2012 bis in das Jahr 2032 verlängert. Der Pachtzins betrug anfänglich 8,6 Millionen Euro pro Jahr und wird jährlich indexbasiert angepasst. Zusätzlich sieht der Vertrag eine erfolgsabhängige Zusatzpacht vor, die 50 Prozent eines positiven Betriebsergebnisses beträgt.
Direktoren des Hotels waren ab 1997 Jean K. van Daalen und von April 2005 bis September 2006 Thomas Klippstein, der zurücktrat, als seine IM-Tätigkeit für das Ministerium für Staatssicherheit aufgedeckt worden war. Seine Nachfolge als geschäftsführender Direktor des Hotels übernahm Stephan Interthal. Von August 2010 bis September 2014 hatte diese Position Oliver Eller inne, der zuvor das Ritz-Carlton in Moskau geleitet hatte. Ihn löste der Niederländer Emile Bootsma ab. Diesem folgte Matthias Al-Amiry, der seinerseits im Januar 2020 durch Michael Sorgenfrey ersetzt wurde. Ab Mitte Oktober 2022 ist Karina Ansos, als erste Frau in der Geschichte des Hotels Adlon, Geschäftsführende Direktorin.
Das Hotel Adlon gehört zum Hotelverbund The Leading Hotels of the World. Mit 53 Millionen Euro lag es im Jahr 2015 auf Rang 3 der umsatzstärksten Hotels in Deutschland.

### Bauträger, Eigentümer und Finanzierung
Das neue Adlon-Hotel wurde von der Altstadtbau entwickelt und von der Strabag errichtet. Die Kaufsumme des 6170 Quadratmeter großen Grundstücks im Jahr 1994 entsprach einem Quadratmeterpreis von 6330 Euro. Die Altstadtbau veräußerte es an einen geschlossenen Immobilienfonds, den die Fundus-Gruppe aufgelegt hatte, der wiederum seine Anteile mit einer Mindestanlagesumme von 25.000 Euro zumeist an Anlagekunden der Dresdner Bank verkaufte. Das Investitionsvolumen des Fonds betrug einschließlich der beiden Erweiterungen rund 400 Millionen Euro. Die im Oktober 2002 im Prospekt der Erweiterungsemission prognostizierte jährliche Ausschüttung sollte in den Jahren 2004 bis 2009 jeweils vier Prozent betragen und 2017 mehr als fünf Prozent erreichen. Unter anderem nahm die Prognose für das Jahr 2011 ein positives Betriebsergebnis des Hotels von mehr als zehn Millionen Euro und entsprechende Einnahmen aus der erfolgsabhängigen Zusatzpacht an. Nachdem der Fonds die erwartete Ausschüttung mehrfach nicht erbrachte, organisierten sich die Anleger in der Schutzgemeinschaft der Adlon-Anleger. Es kam zu einem mehrjährigen Streit zwischen den Anlegern und der Führung des Fonds.

### Restaurant Lorenz Adlon Esszimmer
Im Hotel Adlon befindet sich das Gourmet-Restaurant Lorenz Adlon Esszimmer. Küchenchef war 2000 Karlheinz Hauser und ab 2002 Thomas Neeser. Es trug einen Michelinstern, bis es unter Hendrik Otto 2012 den zweiten erhielt. Seit Mai 2022 kocht hier Reto Brändli, der die zwei Sterne verteidigte. Seit Februar 2025 ist Jonas Zörner Küchenchef; 2025 wurde ein Michelinstern vergeben.
Der langjährige Restaurantleiter Oliver Kraft wurde 2025 vom Magazin Der Feinschmecker als Gastgeber des Jahres ausgezeichnet.

## Das Hotel in den Medien
Über die Geschichte des Hotels Adlon gibt es einen Kinofilm, einen dreiteiligen Fernsehfilm und mehrere Dokumentationen.
- Hotel Adlon (1955)
Regie: Josef von Báky nach der Autobiografie von Hedda Adlon unter Mitarbeit am Drehbuch von Johannes Mario Simmel, mit Werner Hinz als Lorenz Adlon und Erich Schellow als Louis Adlon, sowie Werner Peters, Hans Caninenberg, Peter Mosbacher, Helmuth Lohner und vielen anderen
- Ich war ja auch wer (1982, DEFA-Studio für Dokumentarfilme)[35] 
 Regie: Johanna Kleberg und Rolf Schnabel; Porträtfilm über Hermann Reußner, der über 30 Jahre als Chefkoch im Hotel Adlon tätig war.
- In der glanzvollen Welt des Hotel Adlon (1996, TV)
Regie: Percy Adlon, mit Felix O. Adlon als Louis Adlon jr. und Eva Mattes als Pola Negri
- Adlon verpflichtet – Geschichte und Geschichten eines Hotels (2007)
von Dagmar Wittmers, RBB, 45 Min.
- Das Adlon. Eine Familiensaga (drei Teile, 2013, ZDF)
Regie: Uli Edel, mit Heino Ferch, Marie Bäumer, Burghart Klaußner, Josefine Preuß, Rosemarie Fendel und Sunnyi Melles in den Hauptrollen.
- Das Adlon – Die Dokumentation (2013, ZDF)
Regie: Gero von Boehm, 45 Min.
- Hotel-Legenden – Das Adlon in Berlin. ARD Dokumentationsreihe, Sendung 10. August 2020, 45 Min.
- Legendäre Hotels. Geschichte, Glanz und Gloria. ZDF-Dokumentation 2023, Sendung vom 3. Dezember 2023, 45 Min.

Darüber hinaus spielt der Action-Thriller Unknown Identity (USA/Deutschland, 2011) im Adlon und beschreibt die fiktive Geschichte eines Anschlags im Hotel (Regie: Jaume Collet-Serra mit Liam Neeson und Diane Kruger). Einige Szenen des Spielfilms Emil und die Detektive von 2001, einer sehr freien und modernisierten Neuverfilmung des gleichnamigen Kinderromans von Erich Kästner, wurden vor und im Hotel Adlon gedreht. In dem Film klettert ein Dieb mit einem Koffer voller Juwelen an der Außenfassade des Hotels entlang.
Das Hotel war Drehort für eine Folge der 2021 ausgestrahlten 16. Staffel der TV-Castingsendung Germany’s Next Topmodel.

## Rechtsstreit der Familie Adlon
Seit den 1990er Jahren kämpft die Familie Adlon um eine Entschädigung für die Enteignung des berühmten Luxushotels am Brandenburger Tor. Hintergrund des Verfahrens ist die Enteignung der Immobilie im Familienbesitz kurz nach dem Zweiten Weltkrieg durch die DDR, da Louis und Hedwig Adlon seit 1941 der NSDAP angehörten und während des Krieges Zwangsarbeiter im Hotel tätig waren. Das Bundesausgleichsamt gewährte 2015 eine Entschädigung von 62.807 Euro. Das Verwaltungsgericht Berlin entschied am 8. Dezember 2022, dass keine Gründe für das Wiederaufgreifen des Verfahrens bezüglich einer weiteren Entschädigung der Familie Adlon vorliegen. Felix Adlon, der die Erbengemeinschaft vertritt, kündigte weitere rechtliche Schritte an – wenn nötig bis zum Bundesverfassungsgericht.